# Oravský Podzámok
Oravský Podzámok (em alemão: Unterschloss; húngaro: Árvaváralja) é um município da Eslováquia, situado no distrito de Dolný Kubín, na região de Žilina. Tem 35,25 km² de área e sua população em 2018 foi estimada em 1.366 habitantes.

## Demografia
| Ano:        | 1994 | 2004   | 2014   | 2024   |
| ----------- | ---- | ------ | ------ | ------ |
| Broj ljudi: | 1275 | 1319   | 1318   | 1354   |
| Razlika:    |      | +3,45% | -0,07% | +2,73% |

| Ano:               | 2023 | 2024   |
| ------------------ | ---- | ------ |
| Número de pessoas: | 1344 | 1354   |
| Diferença:         |      | +0,74% |